# Giacoma Limentani
Giacoma Limentani (Roma, 11 ottobre 1927 – Roma, 18 febbraio 2018) è stata una traduttrice, scrittrice, saggista e partigiana italiana.

## Biografia
Di famiglia ebraica e antifascista, da ragazzina è vittima ella stessa di brutale violenza nel corso di un interrogatorio da parte di quattro squadristi, un'esperienza che la segnerà per il resto della sua vita.
Frequenta il Liceo ginnasio statale Terenzio Mamiani fino alla sua espulsione nel 1938, in seguito alle leggi razziali fasciste, frequenta la scuola ebraica alla Villa in via Celimontana 23, presieduta da Nicola Francesco Cimmino.. Durante l'occupazione tedesca vive in clandestinità con la famiglia fino alla liberazione nel giugno 1944.
Nel dopoguerra diviene traduttrice dall'inglese e dal francese, lavora per varie società cinematografiche internazionali e si occupa, tra il 1964 e il 1967, della traduzione di racconti gialli e d'amore per le Grandi Edizioni Internazionali di Roma.

Senza mai abbandonare il lavoro di traduttrice, approfondisce il suo interesse per la cultura ebraica e si dedica in prima persona a opere narrative con tre racconti autobiografici: In contumacia (1967), Dentro la D (1992), La spirale della tigre (2003), accorpati nel 2013 in un unico volume pubblicato con il titolo Trilogia.

Traduce dall'ebraico e cura – insieme a Shalom Bahbout – l'edizione italiana delle favole di Rabbi Nachman di Breslav, uscite per Adelphi nel 1981 con il titolo La principessa smarrita; si occupa della traduzione e della curatela di Giona e il Leviatano/Il libro di Giona con disegni di Francesco Pennisi (Roma, Crescenzi, 1993, poi Milano, Edizioni Paoline, 1981), de Il libro di Ruth (Roma, s. n., 1994), de Il libro di Osea: il profeta e la prostituta (Roma, Edizioni Paoline, 1999), di Regina o concubina? Il libro di Ester con disegni di Francesco Pennisi (Roma, Edizioni Paoline, 2001).
Cura, con Clotilde Pontecorvo, il saggio Aiutare a pensare: itinerario di un ebreo (Firenze, Giuntina, 1996).

Studiosa delle tradizioni e del pensiero ebraico e interprete delle Scritture, tra le primissime donne a studiare al Collegio Rabbinico Italiano, collabora con giornali e riviste.
Per diversi anni anima gruppi di studio sulla cultura ebraica, particolarmente rivolti alla pratica del Midrash, il metodo di studio ed esegesi delle fonti bibliche.

## Opere principali

### Racconti e romanzi
- In contumacia, Milano, Adelphi, 1967
- Gli uomini del libro: leggende ebraiche, Milano, Adelphi, 1975
- Il grande seduto, Milano, Adelphi, 1979
- I discorsi della Bibbia, testi per due audiolibri, Milano, Mondadori, 1979
- Il vizio del faraone e altre leggende ebraiche, Torino, Stampatori, 1980
- L'ombra allo specchio, Milano, La tartaruga, 1988
- Dentro la D, Genova, Marietti, 1992
- Il più saggio e il più pazzo, Viterbo, Stampa alternativa, 1994
- ... e rise Mosé, Torino, Einaudi ragazzi, 1995
- Da lunedì a lunedì, Torino, Einaudi ragazzi, 1999
- La spirale della tigre, Varese, Giano, 2003

### Teatro
- Il narrastorie di Breslav: sacra rappresentazione in due tempi, Frascati, Tusculum, s.d.
- Nachman racconta: azione scenica in due atti, Firenze, Giuntina, 1993

### Saggi
- Il midrash: come i maestri ebrei leggevano e vivevano la Bibbia, Milano, Paoline, 1996
- Scrivere dopo per scrivere prima: riflessioni e scritti, Firenze, Giuntina, 1997
- Fiabe e leggende abruzzesi, Milano, Mondadori, 1982